# Hans Kanters (schrijver)

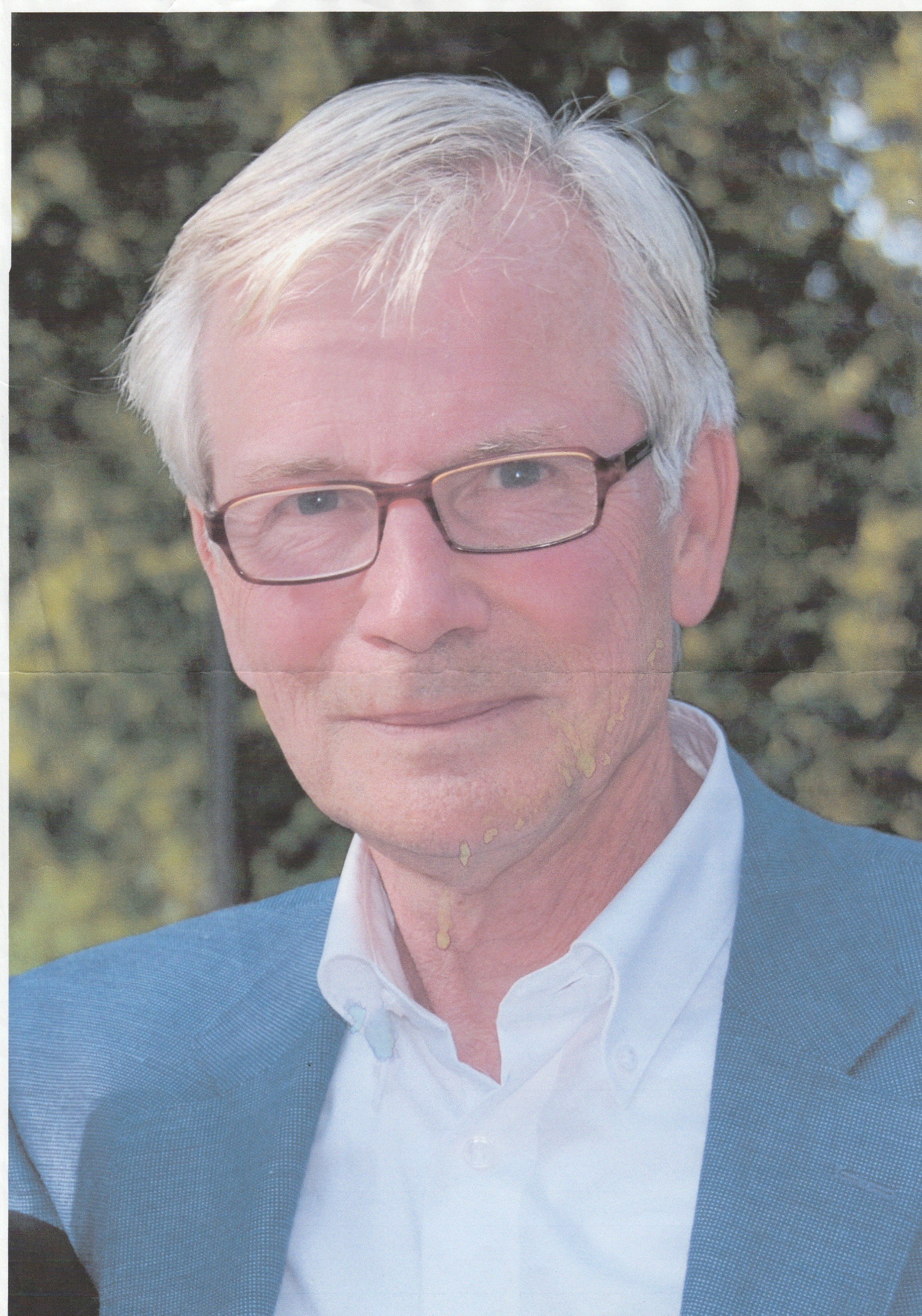

Johannes Nicolaas (Hans) Kanters (Rotterdam, 5 maart 1940) is een Nederlandse schrijver.

## Opleiding
Kanters volgde Gymnasium A aan het Sint Franciscus College Rotterdam en studeerde Nederlands Recht aan de Rijksuniversiteit Leiden. In die periode was hij lid van de Nederlandse Studenten Raad, student lid van de Academische Raad en lid van de werkcommissie TH Twente.

## Loopbaan
Hij begon zijn carrière bij Unilever in 1965 en werd in 1970 benoemd tot directeur van Douwe Egberts in Zürich en later in Frankrijk bij Les Cafés Jacques Vabre. In 1976 werd hij benoemd tot vice President Marketing bij Colgate-Palmolive in New York (Cosmetics Devision Europe). In 1980 startte hij zijn eigen onderneming Alpha Cosmetics in Nederland. Na de verkoop van zijn bedrijf aan Revlon USA in 1987 werd hij benoemd tot directeur van de Koninklijke Sphinx (Tile and Sanitary Ware Divisie) en chariman van Deutsche Sphinx in 1994.
Maatschappelijke functies: voorzitter Ned. Vereniging Aardewerk Industrie, Voorzitter Limburgse Fanfare Orkest LFO, waarvan hij later lid was van de raad van toezicht. In 1996 was hij kandidaat voor het voorzitterschap van de CDA in Limburg. Bestuurslid Talenacademie Nederland.

## Literaire Activiteiten
- Oud-redacteur Leids Universiteitsblad
- Groep rond Gard Sivik
- Lid van VLAM Maastricht

## Oeuvre
- Versterving (eenakter) 1993
- Wat blauw en wat rose (gedichten voor de zwangerschap) 1994
- Gedane Zaken, de ondergang van Sphinx, (autobiografie) 2014
- Insectenman (roman) 2015
- De danser van Katendrecht (roman) 2018
- Cheeta (roman) 2020
- Pater Victor, verzetsman 2024

## Prijzen
- Jeugd Poëzieprijs Gemeente Rotterdam 1958
- Europese Prijs Journée Européenne des Ecoles 1959

- Gemeinsame Normdatei: 1164171372
- International Standard Name Identifier: 0000 0004 3639 3467
- Nederlandse Thesaurus van Auteursnamen: 374895864
- Virtual International Authority File: 309898839